# Epenche Grande
Epenche Grande är en ort i Mexiko.   Den ligger i kommunen Mazamitla och delstaten Jalisco, i den centrala delen av landet, 400 km väster om huvudstaden Mexico City. Epenche Grande ligger 1 910 meter över havet och antalet invånare är 299.
Terrängen runt Epenche Grande är kuperad. Runt Epenche Grande är det ganska glesbefolkat, med 31 invånare per kvadratkilometer. Närmaste större samhälle är Mazamitla, 9,1 km öster om Epenche Grande. I omgivningarna runt Epenche Grande växer huvudsakligen savannskog.